# Tour du Piémont 2015
La 99e édition du Tour du Piémont a eu lieu le 2 octobre 2015. Elle a été remportée par le Belge Jan Bakelants (AG2R la mondiale) devant l'Italien Matteo Trentin (Etixx-Quick Step).
L'épreuve fait partie de l'UCI Europe Tour 2015 en catégorie 1.HC.

## Présentation

### Équipes
| WorldTeams (12)- AG2R La Mondiale - Etixx-Quick Step - Astana - Sky - Cannondale-Garmin - IAM Cycling - Lampre-Merida - Trek Factory Racing - Movistar Team - Tinkoff-Saxo - Lotto NL-Jumbo - Katusha Équipes continentales professionnelles (8)- Androni Giocattoli-Sidermec - Southeast - Team Novo Nordisk - Bardiani CSF - Nippo-Vini Fantini - Bora-Argon 18 - MTN-Qhubeka - Colombia |
| |

## Classement final
| \| Classement général \| Classement général \| Classement général \| Classement général \| Classement général \| \| Coureur \| Coureur \| Pays \| Équipe \| Temps \| \| ------------------ \| -------------------- \| ------------------ \| ------------------ \| ------------------ \| \| 1er \| Jan Bakelants \| Belgique \| AG2R La Mondiale \| 4 h 17 min 53 s \| \| 2e \| Matteo Trentin \| Italie \| Etixx-Quick Step \| + 4 s \| \| 3e \| Sonny Colbrelli \| Italie \| Bardiani CSF \| + 4 s \| \| 4e \| Eduard-Michael Grosu \| Roumanie \| Nippo-Vini Fantini \| + 4 s \| \| 5e \| José Joaquín Rojas \| Espagne \| Movistar Team \| + 4 s \| \| 6e \| Sacha Modolo \| Italie \| Lampre-Merida \| + 4 s \| \| 7e \| Daniele Bennati \| Italie \| Tinkoff-Saxo \| + 4 s \| \| 8e \| Kristian Sbaragli \| Italie \| MTN-Qhubeka \| + 4 s \| \| 9e \| Andrea Fedi \| Italie \| Southeast \| + 4 s \| \| 10e \| Alberto Bettiol \| Italie \| Cannondale-Garmin \| + 4 s \| |                      |          |                    |                 |
| |                      |          |                    |                 |
| Sources : ProCyclingStats Cycling Quotient Cycling Archives |                      |          |                    |                 |
| Classement général |                      |          |                    |                 |
| Coureur | Coureur              | Pays     | Équipe             | Temps           |
| 1er | Jan Bakelants        | Belgique | AG2R La Mondiale   | 4 h 17 min 53 s |
| 2e | Matteo Trentin       | Italie   | Etixx-Quick Step   | + 4 s           |
| 3e | Sonny Colbrelli      | Italie   | Bardiani CSF       | + 4 s           |
| 4e | Eduard-Michael Grosu | Roumanie | Nippo-Vini Fantini | + 4 s           |
| 5e | José Joaquín Rojas   | Espagne  | Movistar Team      | + 4 s           |
| 6e | Sacha Modolo         | Italie   | Lampre-Merida      | + 4 s           |
| 7e | Daniele Bennati      | Italie   | Tinkoff-Saxo       | + 4 s           |
| 8e | Kristian Sbaragli    | Italie   | MTN-Qhubeka        | + 4 s           |
| 9e | Andrea Fedi          | Italie   | Southeast          | + 4 s           |
| 10e | Alberto Bettiol      | Italie   | Cannondale-Garmin  | + 4 s           |

## Liste des participants
| Légende | Légende                                                                    | Légende | Légende                                                    |
| ------- | -------------------------------------------------------------------------- | ------- | ---------------------------------------------------------- |
| Num     | Dossard de départ porté par le coureur sur ce Tour du Piémont              | Pos     | Position à l'arrivée de la course                          |
|         | Indique un maillot de champion national ou mondial, suivi de sa spécialité | NP      | Indique un coureur qui n'a pas pris le départ de la course |
| AB      | Indique un coureur qui n'a pas terminé la course                           | HD      | Indique un coureur qui a terminé la course hors des délais |

| AG2R La Mondiale ALM | AG2R La Mondiale ALM      | AG2R La Mondiale ALM |
| -------------------- | ------------------------- | -------------------- |
| Num                  | Coureur                   | Pos                  |
| 1                    | Jan Bakelants (BEL)       | 1er                  |
| 2                    | Julien Bérard (FRA)       | 57e                  |
| 3                    | Guillaume Bonnafond (FRA) | AB                   |
| 4                    | Axel Domont (FRA)         | 24e                  |
| 5                    | Romain Campistrous (FRA)  | 46e                  |
| 6                    |                           |                      |
| 7                    |                           |                      |
| 8                    |                           |                      |

| Androni Giocattoli-Sidermec AND | Androni Giocattoli-Sidermec AND | Androni Giocattoli-Sidermec AND |
| ------------------------------- | ------------------------------- | ------------------------------- |
| Num                             | Coureur                         | Pos                             |
| 11                              | Francesco Chicchi (ITA)         | AB                              |
| 12                              | Marco Bandiera (ITA)            | 22e                             |
| 13                              | Marco Benfatto (ITA)            | AB                              |
| 14                              | Gianfranco Zilioli (ITA)        | 54e                             |
| 15                              | Marco Frapporti (ITA)           | AB                              |
| 16                              | Oscar Gatto (ITA)               | 12e                             |
| 17                              | Tiziano Dall'Antonia (ITA)      | AB                              |
| 18                              | Serghei Țvetcov (ROU)           | 40e                             |

| Astana AST | Astana AST               | Astana AST |
| ---------- | ------------------------ | ---------- |
| Num        | Coureur                  | Pos        |
| 21         | Michele Scarponi (ITA)   | AB         |
| 22         | Valerio Agnoli (ITA)     | 59e        |
| 23         | Dario Cataldo (ITA)      | AB         |
| 24         | Andrea Guardini (ITA)    | 64e        |
| 25         | Mikel Landa (ESP)        | AB         |
| 26         | Miguel Ángel López (COL) | AB         |
| 27         | Diego Rosa (ITA)         | AB         |
| 28         | Alessandro Vanotti (ITA) | AB         |

| Bardiani CSF BAR | Bardiani CSF BAR                 | Bardiani CSF BAR |
| ---------------- | -------------------------------- | ---------------- |
| Num              | Coureur                          | Pos              |
| 31               | Sonny Colbrelli (ITA)            | 3e               |
| 32               | Enrico Barbin (ITA)              | 72e              |
| 33               | Francesco Manuel Bongiorno (ITA) | AB               |
| 34               | Paolo Simion (ITA)               | 62e              |
| 35               | Stefano Pirazzi (ITA)            | AB               |
| 36               | Simone Sterbini (ITA)            | AB               |
| 37               | Nicola Ruffoni (ITA)             | AB               |
| 38               | Edoardo Zardini (ITA)            | 42e              |

| Bora-Argon 18 BOA | Bora-Argon 18 BOA       | Bora-Argon 18 BOA |
| ----------------- | ----------------------- | ----------------- |
| Num               | Coureur                 | Pos               |
| 41                | Cesare Benedetti (ITA)  | 16e               |
| 42                | Emanuel Buchmann (GER)  | AB                |
| 43                | Patrick Konrad (AUT)    | AB                |
| 44                | Lukas Pöstlberger (AUT) | AB                |
| 45                | Dominik Nerz (GER)      | 51e               |
| 46                | José Mendes (POR)       | 71e               |
| 47                | Cristiano Salerno (ITA) | AB                |
| 48                | Paul Voss (GER)         | 50e               |

| Colombia COL | Colombia COL                 | Colombia COL |
| ------------ | ---------------------------- | ------------ |
| Num          | Coureur                      | Pos          |
| 51           | Miguel Ángel Rubiano (COL)   | 48e          |
| 52           | Edwin Ávila (COL)            | 63e          |
| 53           | Alex Cano (COL)              | DQ           |
| 54           | Leonardo Duque (COL)         | 20e          |
| 55           | Sebastián Molano (COL)       | AB           |
| 56           | Carlos Ramírez (COL)         | AB           |
| 57           | Carlos Julián Quintero (COL) | 39e          |
| 58           | Juan Pablo Valencia (COL)    | AB           |

| Etixx-Quick Step EQS | Etixx-Quick Step EQS     | Etixx-Quick Step EQS |
| -------------------- | ------------------------ | -------------------- |
| Num                  | Coureur                  | Pos                  |
| 61                   | Maxime Bouet (FRA)       | 33e                  |
| 62                   | Gianluca Brambilla (ITA) | 56e                  |
| 63                   |                          |                      |
| 64                   | Michał Gołaś (POL)       | AB                   |
| 65                   | Fabio Sabatini (ITA)     | 60e                  |
| 66                   | Matteo Trentin (ITA)     | 2e                   |
| 67                   | Carlos Verona (ESP)      | 13e                  |
| 68                   | Łukasz Wiśniowski (POL)  | 23e                  |

| IAM | IAM                         | IAM |
| --- | --------------------------- | --- |
| Num | Coureur                     | Pos |
| 71  | Marcel Aregger (SUI)        | 17e |
| 72  | Clément Chevrier (FRA)      | AB  |
| 73  | Thomas Degand (BEL)         | AB  |
| 74  | Jonathan Fumeaux (SUI)      | AB  |
| 75  | Pirmin Lang (SUI)           | AB  |
| 76  | Sébastien Reichenbach (SUI) | AB  |
| 77  | Patrick Schelling (SUI)     | 52e |
| 78  | Lawrence Warbasse (USA)     | AB  |

| Lampre-Merida LAM | Lampre-Merida LAM       | Lampre-Merida LAM |
| ----------------- | ----------------------- | ----------------- |
| Num               | Coureur                 | Pos               |
| 81                | Diego Ulissi (ITA)      | 34e               |
| 82                | Davide Cimolai (ITA)    | 31e               |
| 83                | Kristijan Đurasek (CRO) | 37e               |
| 84                | Feng Chun-kai (TPE)     | 65e               |
| 85                | Sacha Modolo (ITA)      | 6e                |
| 86                | Manuele Mori (ITA)      | 18e               |
| 87                | Jan Polanc (SLO)        | 35e               |
| 88                | Xu Gang (CHN)           | AB                |

| Movistar MOV | Movistar MOV             | Movistar MOV |
| ------------ | ------------------------ | ------------ |
| Num          | Coureur                  | Pos          |
| 91           | Giovanni Visconti (ITA)  | AB           |
| 92           | Eros Capecchi (ITA)      | AB           |
| 93           | José Herrada (ESP)       | AB           |
| 94           | Javier Moreno (ESP)      | AB           |
| 95           | José Joaquín Rojas (ESP) | 5e           |
| 96           | Marc Soler (ESP)         | AB           |
| 97           | Jasha Sütterlin (GER)    | AB           |
| 98           | Francisco Ventoso (ESP)  | 36e          |

| MTN-Qhubeka MTN | MTN-Qhubeka MTN                  | MTN-Qhubeka MTN |
| --------------- | -------------------------------- | --------------- |
| Num             | Coureur                          | Pos             |
| 101             | Daniel Teklehaimanot (ERI)       | AB              |
| 102             | Natnael Berhane (ERI)            | AB              |
| 103             | Jacques Janse van Rensburg (RSA) | 70e             |
| 104             | Songezo Jim (RSA)                | AB              |
| 105             | Kristian Sbaragli (ITA)          | 8e              |
| 106             | Louis Meintjes (RSA)             | AB              |
| 107             | Johann van Zyl (RSA)             | 58e             |
| 108             | Jacobus Venter (RSA)             | 32e             |

| Nippo-Vini Fantini NIP | Nippo-Vini Fantini NIP     | Nippo-Vini Fantini NIP |
| ---------------------- | -------------------------- | ---------------------- |
| Num                    | Coureur                    | Pos                    |
| 111                    | Damiano Cunego (ITA)       | 49e                    |
| 112                    | Giacomo Berlato (ITA)      | AB                     |
| 113                    | Eduard-Michael Grosu (ROU) | 4e                     |
| 114                    | Pierpaolo De Negri (ITA)   | 30e                    |
| 115                    | Didier Chaparro (COL)      | AB                     |
| 116                    | Alessandro Malaguti (ITA)  | 28e                    |
| 117                    | Antonio Nibali (ITA)       | AB                     |
| 118                    | Genki Yamamoto (JPN)       | AB                     |

| Southeast STH | Southeast STH            | Southeast STH |
| ------------- | ------------------------ | ------------- |
| Num           | Coureur                  | Pos           |
| 121           | Manuel Belletti (ITA)    | 11e           |
| 122           | Matteo Busato (ITA)      | 55e           |
| 123           | Samuele Conti (ITA)      | AB            |
| 124           | Andrea Fedi (ITA)        | 9e            |
| 125           | Cristian Rodríguez (ESP) | AB            |
| 126           | Francesco Gavazzi (ITA)  | AB            |
| 127           | Simone Ponzi (ITA)       | 21e           |
| 128           | Luca Wackermann (ITA)    | AB            |

| Cannondale-Garmin TCG | Cannondale-Garmin TCG   | Cannondale-Garmin TCG |
| --------------------- | ----------------------- | --------------------- |
| Num                   | Coureur                 | Pos                   |
| 131                   | Davide Villella (ITA)   | NP                    |
| 132                   | Alberto Bettiol (ITA)   | 10e                   |
| 133                   | Jasper Bovenhuis (NED)  | 67e                   |
| 134                   | Joe Dombrowski (USA)    | AB                    |
| 135                   |                         |                       |
| 136                   | Alan Marangoni (ITA)    | 41e                   |
| 137                   | Ryan Mullen (IRL)       | AB                    |
| 138                   | Tom-Jelte Slagter (NED) | NP                    |

| Katusha KAT | Katusha KAT             | Katusha KAT |
| ----------- | ----------------------- | ----------- |
| Num         | Coureur                 | Pos         |
| 141         | Jacopo Guarnieri (ITA)  | AB          |
| 142         | Sergueï Lagoutine (RUS) | 53e         |
| 143         | Alberto Losada (ESP)    | AB          |
| 144         | Tiago Machado (POR)     | 29e         |
| 145         | Yury Trofimov (RUS)     | 27e         |
| 146         | Ángel Vicioso (ESP)     | AB          |
| 147         | Eduard Vorganov (RUS)   | 26e         |
| 148         | Ilnur Zakarin (RUS)     | AB          |

| Lotto NL-Jumbo TLJ | Lotto NL-Jumbo TLJ      | Lotto NL-Jumbo TLJ |
| ------------------ | ----------------------- | ------------------ |
| Num                | Coureur                 | Pos                |
| 151                | Wilco Kelderman (NED)   | AB                 |
| 152                | George Bennett (NZL)    | AB                 |
| 153                | Koen Bouwman (NED)      | 45e                |
| 154                | Steven Kruijswijk (NED) | AB                 |
| 155                | Bert-Jan Lindeman (NED) | 38e                |
| 156                | Timo Roosen (NED)       | 14e                |
| 157                | Bram Tankink (NED)      | 15e                |
| 158                | Dennis van Winden (NED) | 44e                |

| Novo Nordisk TNN | Novo Nordisk TNN         | Novo Nordisk TNN |
| ---------------- | ------------------------ | ---------------- |
| Num              | Coureur                  | Pos              |
| 161              | Corentin Cherhal (FRA)   | AB               |
| 162              |                          |                  |
| 163              | Joonas Henttala (FIN)    | AB               |
| 164              | Nicolas Lefrançois (FRA) | AB               |
| 165              | David Lozano (ESP)       | AB               |
| 166              | Javier Mejías (ESP)      | AB               |
| 167              | Andrea Peron (ITA)       | AB               |
| 168              | Charles Planet (FRA)     | 61e              |

| Sky SKY | Sky SKY                  | Sky SKY |
| ------- | ------------------------ | ------- |
| Num     | Coureur                  | Pos     |
| 171     | Vasil Kiryienka (BLR)    | AB      |
| 172     | Ian Boswell (USA)        | AB      |
| 173     | Tao Geoghegan Hart (GBR) | AB      |
| 174     | Sebastián Henao (COL)    | 68e     |
| 175     | Peter Kennaugh (GBR)     | AB      |
| 176     | Leopold König (CZE)      | AB      |
| 177     | Alex Peters (GBR)        | 25e     |
| 178     | Richie Porte (AUS)       | AB      |

| Tinkoff-Saxo TCS | Tinkoff-Saxo TCS               | Tinkoff-Saxo TCS |
| ---------------- | ------------------------------ | ---------------- |
| Num              | Coureur                        | Pos              |
| 181              | Daniele Bennati (ITA)          | 7e               |
| 182              | Felix Großschartner (AUT)      | AB               |
| 183              | Jesper Hansen (DEN)            | AB               |
| 184              | Jesús Hernández Blázquez (ESP) | AB               |
| 185              | Robert Kišerlovski (CRO)       | AB               |
| 186              | Bruno Pires (POR)              | 43e              |
| 187              | Paweł Poljański (POL)          | AB               |
| 188              | Chris Anker Sørensen (DEN)     | AB               |

| Trek Factory Racing TFR | Trek Factory Racing TFR | Trek Factory Racing TFR |
| ----------------------- | ----------------------- | ----------------------- |
| Num                     | Coureur                 | Pos                     |
| 191                     | Fabio Felline (ITA)     | 19e                     |
| 192                     | Eugenio Alafaci (ITA)   | 47e                     |
| 193                     | Marco Coledan (ITA)     | AB                      |
| 194                     | Laurent Didier (LUX)    | AB                      |
| 195                     | Bauke Mollema (NED)     | AB                      |
| 196                     | Giacomo Nizzolo (ITA)   | AB                      |
| 197                     | Yaroslav Popovych (UKR) | AB                      |
| 198                     | Szymon Rekita (POL)     | 66e                     |